# Narycia citrocephala
Narycia citrocephala är en fjärilsart som beskrevs av Edward Meyrick 1937. Narycia citrocephala ingår i släktet Narycia och familjen säckspinnare. Inga underarter finns listade i Catalogue of Life.